# Comuna de Zduny
Zduny (polaco: Gmina Zduny) é uma gminy (comuna) na Polónia, na voivodia de Lodz e no condado de Łowicki. A sede do condado é a cidade de Zduny.
De acordo com os censos de 2004, a comuna tem 6150 habitantes, com uma densidade 47,8 hab/km².

## Área
Estende-se por uma área de 128,53 km², incluindo:
- área agricola: 91%
- área florestal: 1%

## Demografia
Dados de 30 de Junho 2004:
|                      | Total   | Total | Mulheres | Mulheres | Homens  | Homens |
| -------------------- | ------- | ----- | -------- | -------- | ------- | ------ |
|                      | pessoas | %     | pessoas  | %        | pessoas | %      |
| População            | 6150    | 100   | 3130     | 50,9     | 3020    | 49,1   |
| Densidade (pop./km²) | 47,8    | 100   | 24,4     | 24,4     | 23,5    | 23,5   |

De acordo com dados de 2002, o rendimento médio per capita ascendia a 1176,98 zł.

## Subdivisões
- Bąków Dolny, Bąków Górny, Bogoria Dolna, Bogoria Górna, Bogoria Pofolwarczna, Dąbrowa, Jackowice, Łaźniki, Maurzyce, Nowe Zduny, Nowy Złaków, Pólka, Retki, Rząśno, Strugienice, Szymanowice, Urzecze, Wierznowice, Wiskienica Dolna, Wiskienica Górna, Zalesie, Zduny, Złaków Borowy, Złaków Kościelny.

## Comunas vizinhas
- Bedlno, Bielawy, Chąśno, Kiernozia, Łowicz, Żychlin